# Скорик, Пётр Яковлевич
Пётр Я́ковлевич Ско́рик (10 февраля 1906, село Лутовка (ныне Лесозаводск) — 12 июня 1985, Ленинград) — советский лингвист и педагог, доктор филологических наук, профессор.
Один из инициаторов создания чукотского букваря «Челгыкалекал» — «Красная грамота». Прототип одного из персонажей романа «Воскресшее племя» В. Г. Богораза.

## Биография
Родился 10 февраля 1906 года в семье рабочего в селе Лутовка (ныне город Лесозаводск, Приморского края).
В 1916 году, после трагической гибели отца на лесозаготовках, семья переехала в Хабаровск где мать работала прачкой в кадетском корпусе, а затем уборщицей в школе. С десяти лет Петя Скорик зарабатывал на жизнь: трудился в булочной, затем в ювелирном магазине, слесарно-механической мастерской, занимался и самообразованием. Во время Гражданской войны и японской интервенции комната Скориков стала партизанской явкой, в застенках японской охранки оказались мать и старшая сестра Петра.
Несмотря на гражданскую войну, разруху и голод, ему все же удалось закончить пятый класс школы первой ступени.
Осенью 1923 года он поступил в Хабаровский педагогический техникум, а окончил его лишь 1928 году. Учёба затянулась, так как Петру Скорику приходилось одновременно работать и помогать семье. С 1925 года, после смерти матери, он стал для младших единственным защитником и кормильцем.
В 1928 году был направлен учителем в чукотский поселок Уэлен. Пётр Скорик не только учил детей, но и создал при школе из своих учеников детскую косторезную артель-мастерскую.
Первым помощником и советчиком молодого русского учителя стал уэленец Тэгрынкеу, он помогал Скорику составлять новый алфавит на основе русской графики, одновременно сам Тэгрынкеу выучил русский язык, что позволило ему занять ответственный пост председателя Чукотского окрисполкома.

«Я всегда с благодарностью вспоминаю своего первого учителя по чукотскому языку, впоследствии первого председателя Чукотского окрисполкома — уэленца Тэгрынкеу».— мемуары П. Я. Скорика

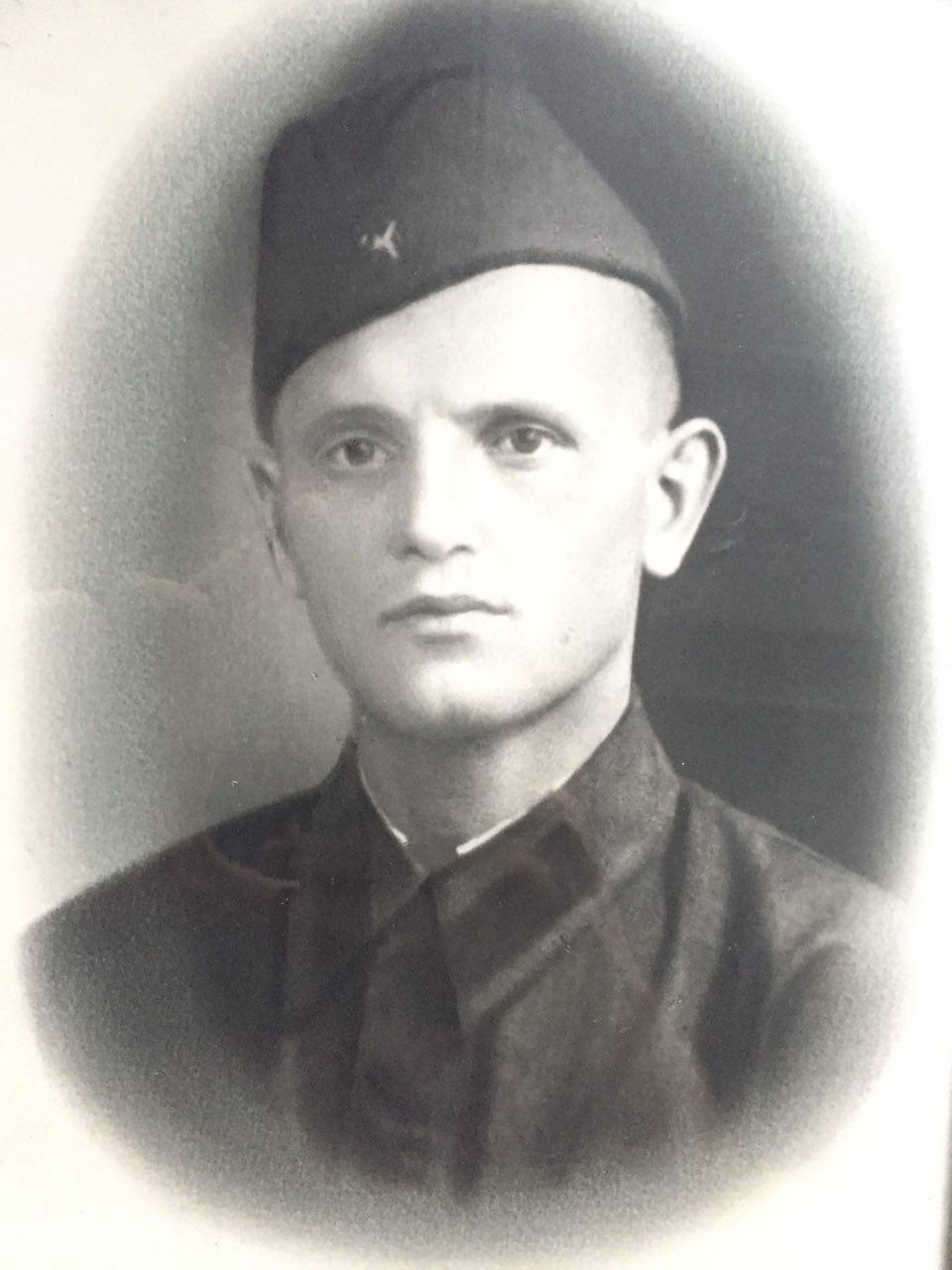
Перед уходом на фронт, 1942 г.

В 1930 году по путевке окружкома комсомола Петр Скорик прибыл на северное отделение Ленинградского пединститута имени А. И. Герцена, где вместе с другими студентами и учёным Владимиром Богоразом работал над созданием чукотского букваря «Красная грамота» — «Челгыкалекал».
Впоследствии Богораз использовал образ Петра Скорика в своём романе «Воскресшее племя» в качестве прототипа персонажа молодого учителя по фамилии Федак.
В 1932 году он возвращается на Чукотку, работает в Комитете нового алфавита, создает курсы по ликвидации неграмотности среди коренного населения в бухте Лаврентия и в Ванкареме, принимает участие в спасении челюскинцев.
В 1934 году П. Я. Скорик в Анадыре организовал издание отдельных полос на чукотском языке в окружной газете, а затем и всей газеты.
В 1934 году П. Скорик продолжает учёбу в Ленинградском педагогическом институте им. А. Герцена, который оканчивает с отличием в 1937 году. После аспирантуры становится преподавателем чукотского языка в Институте народов Севера им. П. Смидовича, автором русско-чукотского словаря, ряда учебников по изучению чукотского языка.
В 1942 году Пётр Яковлевич ушел добровольцем на фронт. Служил командиром пулеметного взвода. Был ранен в боях за белорусское село Ганновка, награждён боевыми орденами.
В 1946 году поступает на работу в Институт языка и мышления АН СССР, защищает по чукотскому синтаксису кандидатскую, а в 1962 году докторскую диссертации.
В 1954—1956 годах Скорик совершил несколько экспедиций по Чукотке. В 1960-х стал одним из организаторов и ведущих авторов пятитомного труда «Языки народов СССР». Более двух десятилетий Пётр Яковлевич бессменно возглавлял сектор палеоазиатских языков Института языкознания АН СССР.
Пётр Яковлевич Скорик ушел из жизни 12 июня 1985 года.
Похоронен на Большеохтинском кладбище Санкт-Петербурга.

## Труды
Автор свыше 100 печатных работ, в том числе академической грамматики чукотского языка.
Первой публикацией была серия очерков о его работе на Чукотке в «Комсомольская правда» в начале 1931 года.